# Atractodes vicinus
Atractodes vicinus là một loài tò vò trong họ Ichneumonidae.